# قطعنامه ۱۵۶۵ شورای امنیت
قطعنامه ۱۵۶۵ شورای امنیت سازمان ملل متحد که در تاریخ ۰۱ اکتبر ۲۰۰۴ تصویب شد، سندی بین‌المللی دربارهٔ اوضاع در مورد جمهوری دموکراتیک کنگو است. این قطعنامه طی نشست ۵۰۴۸ام با ۱۵ رای موافق، ۰ مخالف و ۰ ممتنع تصویب شد.